# Gonçalo da Costa de Alcáçova Carneiro de Meneses
Gonçalo da Costa de Alcáçova Carneiro de Meneses foi um administrador colonial português que exerceu o cargo de Governador e de Capitão-General na Capitania-Geral do Reino de Angola entre 1691 e 1694, tendo sido antecedido por João de Lencastre e sucedido por Henrique Jacques de Magalhães. 